# Ніколас Де Ланге
Ніколас Йоганнес Стейн Де Ланге (англ. Nicolaas Johannes Steyn De Lange; нар. 23 серпня 2001, Полокване, Лімпопо) — південноафриканський борець вільного стилю, срібний та бронзовий призер чемпіонатів Африки, учасник Олімпійських ігор.

## Життєпис
Студент Університету Райдера (Нью-Джерсі, США). Виступає за місевий університет Райдера (Нью-Джерсі, США).
Тренери: національний — Ян Андре Ротс (ЮАР); клуб — Джон Хенгі (США).

## Спортивні результати на міжнародних змаганнях

### Виступи на Олімпіадах
| Змагання                    | Збірна                          | Вагова категорія          | Місце |
| --------------------------- | ------------------------------- | ------------------------- | ----- |
| Літні Олімпійські ігри 2024 | Південно-Африканська Республіка | вільна боротьба, до 97 кг | 10    |

### Виступи на Чемпіонатах світу
| Змагання                        | Збірна | Вагова категорія          | Місце |
| ------------------------------- | ------ | ------------------------- | ----- |
| Чемпіонат світу з боротьби 2023 | ПАР    | вільна боротьба, до 97 кг | 29    |

### Виступи на Чемпіонатах Африки
| Змагання                         | Збірна | Вагова категорія            | Місце  |
| -------------------------------- | ------ | --------------------------- | ------ |
| Чемпіонат Африки з боротьби 2019 | ПАР    | вільна боротьба, до 86 кг   | 5      |
| Чемпіонат Африки з боротьби 2022 | ПАР    | вільна боротьба, до 97 кг   | Срібло |
| Чемпіонат Африки з боротьби 2023 | ПАР    | вільна боротьба, до 97 кг   | Бронза |
| Чемпіонат Африки з боротьби 2023 | ПАР    | пляжна боротьба, до M+90 кг | 5      |

### Виступи на інших змаганнях
| Змагання                                                          | Збірна | Вагова категорія          | Місце  |
| ----------------------------------------------------------------- | ------ | ------------------------- | ------ |
| Гран-прі Іспанії з боротьби 2019                                  | ПАР    | вільна боротьба, до 86 кг | 5      |
| Олімпійський кваліфікаційний турнір з боротьби 2024 (Александрія) | ПАР    | вільна боротьба, до 97 кг | Золото |

### Виступи на змаганнях молодших вікових груп
| Змагання                                       | Збірна | Вагова категорія          | Місце  |
| ---------------------------------------------- | ------ | ------------------------- | ------ |
| Чемпіонат Африки з боротьби серед кадетів 2018 | ПАР    | вільна боротьба, до 80 кг | Бронза |
| Гімназіада 2018                                | ПАР    | вільна боротьба, до 80 кг | Срібло |
| Чемпіонат світу з боротьби серед кадетів 2018  | ПАР    | вільна боротьба, до 80 кг | 13     |
| Чемпіонат Африки з боротьби серед юніорів 2019 | ПАР    | вільна боротьба, до 86 кг | Золото |
| Чемпіонат Африки з боротьби серед юніорів 2020 | ПАР    | вільна боротьба, до 86 кг | Золото |
| Чемпіонат світу з боротьби серед юніорів 2021  | ПАР    | вільна боротьба, до 92 кг | Бронза |
| Чемпіонат світу з боротьби серед молоді 2023   | ПАР    | вільна боротьба, до 97 кг | 12     |